# Chris P. Rolls
Chris P. Rolls (* 5. März 1971 in England), auch unter dem Nickname rihaij bekannt, ist eine Buchautorin. Schon lange fasziniert von der Liebe unter Männern, schreibt sie überwiegend homoerotische Romance- und Fantasyromane.

## Leben
Rolls ist aufgewachsen in Hamburg, wo sie Pädagogik studierte. Heute lebt sie in Mecklenburg-Vorpommern und betreibt einen Pferdehof.
Seit ihrer Jugend schreibt Rih, wie die Autorin von vielen Lesern liebevoll genannt wird, und erfindet komplexe Welten, wobei Fantasy ihr bevorzugtes Genre darstellte. 2010 begann Rolls ihre Geschichten im Internet zu veröffentlichen, worauf sie positive Resonanz erhielt. Ihre Wettbewerbsgeschichte "Bruderschaft der Küste" konnte den 2. Geschichtenwettbewerb des Fantasy-Welt-Zone–Autoren Board gewinnen und erschien daraufhin als ihr erstes Taschenbuch in der FWZ-Edition des Fantasy Welt Zone Verlags. Auch den 3. Geschichtenwettbewerb des Fantasy-Welt-Zone-Autoren-Board gewann sie mit ihrem Fantasyroman "Pegasuscitar – Auf magischen Schwingen". Das Buch erschien 2012.
Ebenfalls veröffentlicht wurde die homoerotische Fantasyromanreihe "Die Anderen"; weitere Werke sollen folgen.

## Publikationen
- Bruderschaft der Küste. Fantasy Welt Zone Verlag, 2010, ISBN 978-3-942539-04-3.
- Die Anderen I – Das Dämonenmal. Fantasy Welt Zone Verlag 2011, ISBN 978-3-942539-06-7. Eine überarbeitete Neuauflage erschien 2015 im Main Verlag, ISBN 978-3-95949-014-6.
- Die Anderen II – Das Erbe erwacht. Fantasy Welt Zone Verlag 2011, ISBN 978-3-942539-19-7. Eine überarbeitete Neuauflage erschien 2017 im Main Verlag, ISBN 978-3-95949-114-3.
- Die Anderen III – Das Siegel des Gaap. Fantasy Welt Zone Verlag 2012, ISBN 978-3-942539-35-7. Eine Neuauflage erschien 2017 im Main Verlag, ISBN 978-3-95949-172-3.
- Die Anderen IV – Der Weg aus der Dunkelheit. Fantasy Welt Zone Verlag 2012, ISBN 978-3-942539-48-7.
- Kavaliersdelikt – Liebe ist universell. Fantasy Welt Zone Verlag 2012, ISBN 978-3-942539-14-2.
- Pegasuscitar I – Auf magischen Schwingen. Fantasy Welt Zone Verlag 2012, ISBN 978-3-942539-31-9. Eine Neuauflage erschien 2014 beim Dead Soft Verlag, ISBN 978-3-944737-66-9.
- Irgendwie anders. CreateSpace Independent Publishing Platform 2012, ISBN 978-1-4800-7112-4.
- Irgendwie top. CreateSpace.com 2013, ISBN 978-1-4904-7392-5.
- Bodycaught. CreateSpace.com 2013, ISBN 978-1-4929-4054-8.
- (K)ein Kavaliersdelikt. Dead Soft Verlag 2013, ISBN 978-3-944737-00-3.
- Lions Roar (Irgendwie). CreateSpace.com 2013, ISBN 978-1-4943-4779-6.
- Pink. CreateSpace.com 2013, ISBN 978-1-4996-0942-4.
- Robertos Angebot. CreateSpace.com 2013, ISBN 978-1-4936-6231-9.
- Hard Skin. Dead Soft Verlag 2013, ISBN 978-3-943678-61-1.
- Mecklenburger Winter. CreateSpace.com 2013, ISBN 978-1-4818-7131-0.
- Blinded Date. CreateSpace.com 2014, ISBN 978-1-5229-4536-9.
- Shilsas – In den Nebeln. CreateSpace.com 2016, ISBN 978-1-5390-9587-3.
- Blinded Date 2. CreateSpace.com 2017, ISBN 978-1-5427-4284-9.
- Failed. CreateSpace.com 2017, ISBN 978-1-5440-1056-4.
- Bruderschaft der Küste 1-3: Sammelband. CreateSpace.com 2017, ISBN 978-1-974540-38-9.
- Failed 2. CreateSpace.com 2017, ISBN 978-1-5469-6710-1.
- Highspeed Love. Forever by Ullstein Verlag 2017, ISBN 978-3-95818-925-6.
- Irgendwie Poolparty. CreateSpace.com 2017, ISBN 978-1-976472-88-6.
- Blackmail Love. Creatspace.com 2018, ISBN 978-1-982088-30-9.
- Blinded Date 3. Independently published 2018, ISBN 978-1-980375-67-8.
- Failed 3. Independently published 2018, ISBN 978-1-982979-84-3.
- Christophs Street Day. Main Verlag 2018, ISBN 978-3-95949-242-3.